# Chilucan
Chilucan, Neklasificirano pleme američkih Indijanaca s Jugoistočnog kulturnog područja   Amerike, nastanjeno 1726. na dvije misije na Floridi, i to 70 njih na misiji San Buenaventura na kojoj su živjeli s plemenom Mocama i 62 na misiji Nombre de Dios. Njihovo moguće porijeklo je od plemena Timuquanan. Ime Chilucan možda dolazi od Cherokee naziva  'chiloki' , "people of a different speech." 